# Tijana Bogdanović
Tijana Bogdanović (5 de maio de 1998) é uma taekwondista sérvia, medalhista olímpica. 

## Carreira
Tijana Bogdanović competiu na Rio 2016, na qual conquistou a medalha de prata, na categoria até 49kg..